# Gevleugeld hertshooi
Gevleugeld hertshooi (Hypericum tetrapterum) is een plant, die behoort tot de hertshooifamilie. 

## Ecologie
De plant is te vinden op natte, mesotrofe tot eutrofe grond aan waterkanten, in graslanden en duinvalleien, ook op drassige kapvlakten.

### Syntaxonomie
Gevleugeld hertshooi staat te boek als zwakke kensoort van de mede naar haar vernoemde associatie van echte koekoeksbloem en gevleugeld hertshooi (Lychnido-Hypericetum tetrapteri).
Gevleugeld hertshooi is een indicatorsoort voor het dotterbloemgrasland, een karteringseenheid in de Biologische Waarderingskaart (BWK) van Vlaanderen en het Brussels Hoofdstedelijk Gewest met als code 'hc'.